# Танштајн
Танштајн (њем. Thanstein) општина је у њемачкој савезној држави Баварска. Једно је од 33 општинска средишта округа Швандорф. Према процјени из 2010. у општини је живјело 988 становника. Посједује регионалну шифру (AGS) 9376172.

## Географски и демографски подаци
Танштајн се налази у савезној држави Баварска у округу Швандорф. Општина се налази на надморској висини од 545 метара. Површина општине износи 27,8 km². У самом мјесту је, према процјени из 2010. године, живјело 988 становника. Просјечна густина становништва износи 35 становника/km².